# برانیمیر سوباشیچ
برانیمیر سوباشیچ (سیریلیک صربی: Бранимир Субашић؛ زادهٔ ۷ آوریل ۱۹۸۲) بازیکن فوتبال اهل صربستان است.
از باشگاه‌هایی که در آن بازی کرده‌است می‌توان به باشگاه فوتبال خزر لنکران، باشگاه فوتبال نفتچی باکو، باشگاه فوتبال مانیسااسپور، باشگاه فوتبال چانگچون یاتای، باشگاه فوتبال ستاره سرخ بلگراد، باشگاه فوتبال چورنومورتس اودسا، باشگاه فوتبال اوستنده، باشگاه فوتبال آمکار پرم، باشگاه فوتبال قره‌باغ، باشگاه فوتبال قبله، و باشگاه فوتبال اردواسپور اشاره کرد.
وی همچنین در تیم ملی فوتبال جمهوری آذربایجان بازی کرده‌است.